# 新宝石运动
新宝石运动（英語：New Jewel Movement，缩写为NJM），又称新为福利、教育和解放而共同努力（New Joint Endeavor for Welfare, Education, and Liberation），是格林纳达历史上的一个共产主义政党。
1973年3月11日，由怀特曼和斯特罗恩领导的“为福利、教育和解放而共同努力”（简称“宝石运动”）、莫里斯·毕晓普领导的“争取人民大会运动”和“争取革命教育和解放组织”合并而成。
1979年，新宝石运动发动武装政变推翻埃里克·盖里的独裁政府，夺得政权，成立人民革命政府，由毕晓普擔任总理。
1983年10月中旬，人民革命政府的领导人之间的政治分歧和权力斗争激化，以伯纳德·科尔德和哈德森·奥斯汀为首的强硬派发动政变，作为温和派首领的毕晓普在政变中被杀。美国随即以此为由武装入侵格林纳达，推翻人民革命政府。新宝石运动随之瓦解。
该党曾自称是“民族主义的并具有社会主义倾向”的政党。1974年6月在其《原则声明》中宣称，党的目标是实现社会主义，建立一个“人民参政”的国家，满足人民的物质和精神需求。主张废除剥削权利、进行经济改革和土地改革；恢复民主自由，包括选举自由、宗教自由和政治言论自由；国家控制全部资源，限制资金外流。